# Фаиз Сарадж
Фаиз Сарадж (на арабски: فائز السراج) е ръководител на президентския съвет на Либия и министър-председател на правителството на Националното съгласие на Либия, сформирано на 17 декември 2015 г. според либийското Политическо споразумение. Бил е член на парламента на Триполи.

## Биография
Фаиз Мустафа ал Сарадж е роден на 20 февруари 1960 г. в Триполи. Произхожда от богато семейство от произход Кулули, което притежава магазини и огромно количество земя. Баща му, Мостафа ал Сарадж, е министър по време на Либийската монархия. Самият Ал-Сарадж казва, че е от турски произход.
Следва за архитект по време на ерата на полковник Муамар Кадафи е нает в Министерството на жилищното строителство.
След изборите в Либия през 2014 г. правителството се разделs между Новия общ национален конгрес в Триполи и международно признатия законодателен орган на Камарата на представителите в Тобрук.
|  | Тази страница частично или изцяло представлява превод на страницата Fayez al-Sarraj в Уикипедия на английски. Оригиналният текст, както и този превод, са защитени от Лиценза „Криейтив Комънс – Признание – Споделяне на споделеното“, а за съдържание, създадено преди юни 2009 година – от Лиценза за свободна документация на ГНУ. Прегледайте историята на редакциите на оригиналната страница, както и на преводната страница, за да видите списъка на съавторите. ВАЖНО: Този шаблон се отнася единствено до авторските права върху съдържанието на статията. Добавянето му не отменя изискването да се посочват конкретни източници на твърденията, които да бъдат благонадеждни. |